# Pareiorhaphis
Pareiorhaphis is een geslacht van straalvinnige vissen uit de familie van de harnasmeervallen (Loricariidae).

## Soorten
- Pareiorhaphis azygolechis (Pereira & Reis, 2002)
- Pareiorhaphis bahianus (Gosline, 1947)
- Pareiorhaphis cameroni (Steindachner, 1907)
- Pareiorhaphis cerosus (Miranda Ribeiro, 1951)
- Pareiorhaphis eurycephalus (Pereira & Reis, 2002)
- Pareiorhaphis garbei (Ihering, 1911)
- Pareiorhaphis hypselurus (Pereira & Reis, 2002)
- Pareiorhaphis hystrix (Pereira & Reis, 2002)
- Pareiorhaphis mutuca (Oliveira & Oyakawa, 1999)
- Pareiorhaphis nasuta Pereira, Vieira & Reis, 2007
- Pareiorhaphis nudulus (Reis & Pereira, 1999)
- Pareiorhaphis parmula Pereira, 2005
- Pareiorhaphis regani (Giltay, 1936)
- Pareiorhaphis ruschii Pereira, Lehmann A. & Reis, 2012
- Pareiorhaphis scutula Pereira, Vieira & Reis, 2010
- Pareiorhaphis splendens (Bizerril, 1995)
- Pareiorhaphis steindachneri (Miranda Ribeiro, 1918)
- Pareiorhaphis stephanus (Oliveira & Oyakawa, 1999)
- Pareiorhaphis stomias (Pereira & Reis, 2002)
- Pareiorhaphis vestigipinnis (Pereira & Reis, 1992)